# Yaotang (köpinghuvudort i Kina, Jiangsu Sheng, lat 31,72, long 119,68)
Yaotang (kinesiska: 尧塘, 尧塘镇) är en köpinghuvudort i Kina. Den ligger i provinsen Jiangsu, i den östra delen av landet, omkring 91 kilometer sydost om provinshuvudstaden Nanjing. Antalet invånare är 54 599. Befolkningen består av 27 413 kvinnor och 27 186 män. Barn under 15 år utgör 11,0 %, vuxna 15-64 år 73 %, och äldre över 65 år 15,0 %.
Runt Yaotang är det tätbefolkat, med 982 invånare per kvadratkilometer. Närmaste större samhälle är Zouqu, 17,8 km nordost om Yaotang. Trakten runt Yaotang består till största delen av jordbruksmark.
Genomsnittlig årsnederbörd är 1 525 millimeter. Den regnigaste månaden är juli, med i genomsnitt 289 mm nederbörd, och den torraste är januari, med 43 mm nederbörd.